# Ametista do Sul
Ametista do Sul is een gemeente in de Braziliaanse deelstaat Rio Grande do Sul. De gemeente telt 8.538 inwoners (schatting 2009).